# Лютерсвілл (Джорджія)
Лютерсвілл (англ. Luthersville) — місто (англ. city) в США, в окрузі Мерівезер штату Джорджія. Населення — 776 осіб (2020).

## Географія
Лютерсвілл розташований за координатами 33°12′35″ пн. ш. 84°44′39″ зх. д. / 33.20972° пн. ш. 84.74417° зх. д. (33.209626, -84.744302).  За даними Бюро перепису населення США в 2010 році місто мало площу 8,25 км², з яких 8,19 км² — суходіл та 0,06 км² — водойми.

## Демографія
Згідно з переписом 2010 року, у місті мешкали 874 особи в 303 домогосподарствах у складі 212 родин. Густота населення становила 106 осіб/км².  Було 376 помешкань (46/км²).
Расовий склад населення:
| - 49,2 % — чорних або афроамериканців - 44,1 % — білих - 0,7 % — корінних американців - 0,6 % — азіатів - 2,6 % — осіб інших рас |

До двох чи більше рас належало 2,9 %. Частка іспаномовних становила 4,3 % від усіх жителів.
За віковим діапазоном населення розподілялося таким чином: 31,4 % — особи молодші 18 років, 60,0 % — особи у віці 18—64 років, 8,6 % — особи у віці 65 років та старші. Медіана віку мешканця становила 30,0 року. На 100 осіб жіночої статі у місті припадало 94,2 чоловіків;  на 100 жінок у віці від 18 років та старших — 84,6 чоловіків також старших 18 років.
Середній дохід на одне домашнє господарство  становив 40 499 доларів США (медіана — 33 125), а середній дохід на одну сім'ю — 45 842 долари (медіана — 35 938). Медіана доходів становила 33 750 доларів для чоловіків та 27 250 доларів для жінок. За межею бідності перебувало 28,8 % осіб, у тому числі 44,9 % дітей у віці до 18 років та 19,5 % осіб у віці 65 років та старших.
Цивільне працевлаштоване населення становило 477 осіб. Основні галузі зайнятості: виробництво — 33,5 %, освіта, охорона здоров'я та соціальна допомога — 13,4 %, науковці, спеціалісти, менеджери — 9,4 %, будівництво — 8,8 %.